# Serrana (ort)
Serrana är en ort i Brasilien.   Den ligger i kommunen Serrana och delstaten São Paulo, i den sydöstra delen av landet, 600 km söder om huvudstaden Brasília. Serrana ligger 560 meter över havet och antalet invånare är 39 826.
Terrängen runt Serrana är huvudsakligen platt, men söderut är den kuperad. Terrängen runt Serrana sluttar norrut. Serrana är det största samhället i trakten.
Omgivningarna runt Serrana är en mosaik av jordbruksmark och naturlig växtlighet. Runt Serrana är det ganska glesbefolkat, med 43 invånare per kvadratkilometer.